# Offerings: A Worship Album
Offerings: A Worship Album è il quarto album in studio del gruppo musicale statunitense Third Day, pubblicato l'11 luglio 2000 dalla Essential Records.

## Tracce
1. King of Glory – 6:20 (Mac Powell, Third Day)
2. These Thousand Hills – 3:08 (Steve Atwell, Mark Blackburn, Jerry Davison)
3. Your Love Oh Lord (Live) – 4:27 (Mac Powell, Third Day)
4. Agnus Dei/Worthy (Live) – 6:24 (Michael W. Smith, Don Moen)
5. Saved – 3:46 (Bob Dylan, Tim Drummond)
6. My Hope Is You (Live) – 4:52 (Mac Powell, Third Day)
7. You're Everywhere – 4:13 (Mac Powell, Third Day)
8. Thief (Live) – 4:52 (Mac Powell)
9. Consuming Fire (Live) – 4:37 (Mac Powell)
10. All the Heavens – 4:03 (Mark Lee, Third Day)
11. Love Song (Live) – 9:49 (Mac Powell, Third Day) – contiene la traccia nascosta Don't Let Me Go

## Classifiche
| Classifica (2000) | Posizione massima |
| ----------------- | ----------------- |
| Stati Uniti       | 66                |